# Šturje
Šturje (izgovarjava [ˈʃtuːɾjɛ]; v starejših virih tudi Sturja, nemško Sturia, italijansko Sturie delle Fusine) je nekdanje naselje v občini Ajdovščina v zahodni Sloveniji. Danes je del mesta Ajdovščina. Je del tradicionalne dežele Notranjske in je sedaj skupaj z ostalimi deli občine vključena v Goriško statistično regijo .

## Geografija
Šturje ležijo na levem bregu Hublja ob glavni cesti iz Ajdovščine proti Colu. Obsegale so zaselke Grivče, Fužine in Trnje na severu.

## Ime
Šturje so v pisnih virih iz leta 1499 izpričane kot Sand Jörigen supp. Ime je izpeljano iz *Š(en)t-Júrij, vendar izpeljava ni jasna. Množinska oblika imena bi lahko temeljila na nekdanjem demonimu, *Š(en)t-(j)urijani 'ljudje, ki živijo blizu cerkve svetega Jurija', bolj verjetno pa je osnova na starem moškem lokativu *š(en)t (J)úrije 'pri cerkvi svetega Jurija', ki se je nato preoblikovala v žensko množino.

## Zgodovina
Skupaj s pripadajočimi zaselki je leta 1870 v Šturjah živelo 572 prebivalcev v 109 hišah, leta 1880 567 ljudi v 114 hišah, leta 1890 586 prebivalcev v 119 hišah, leta 1900 pa 556 ljudi v 120 hišah. Šturje so bile leta 1953 priključene Ajdovščini in s tem izgubile status samostojnega naselja.